# ATP Cup de 2020
A ATP Cup de 2020 foi a 1ª edição do torneio entre países do tênis masculino disputado em quadras duras da Austrália.

## Criação
Em 1º de julho de 2018, o diretor da ATP Chris Kermode anunciou planos de organizar um torneio masculino por equipes depois de a Copa Davis ter mudado o formato de disputa. Na época, o nome seria World Team Cup, idêntico ao evento de mesmo nome que ocorreu, de 1978 a 2012, em Düsseldorf. Quatro meses depois, a Tennis Australia, federação de tênis australiana, anunciou a renomeação do torneio para ATP Cup, com 24 times jogando em três cidades diferentes em seus domínios, servindo de preparação ao Australian Open. As cidades foram reveladas - Brisbane, Perth e Sydney -, o que resultou na extinção da Hopman Cup e dos eventos regulares na primeira (só ATP) e terceira cidades.

## Sedes
| Perth                 | Sydney             | Brisbane         |
| --------------------- | ------------------ | ---------------- |
| RAC Arena             | Ken Rosewall Arena | Pat Rafter Arena |
| Capacidade: 15.500    | Capacity: 10.500   | Capacity: 5.500  |
|                       |                    |                  |
| Brisbane Sydney Perth |                    |                  |

## Pontuação e premiação

### Distribuição de pontos
| Modalidade | Jogador ranqueado | Fase             | Pontos por vitória vs. oponente ranqueado | Pontos por vitória vs. oponente ranqueado | Pontos por vitória vs. oponente ranqueado | Pontos por vitória vs. oponente ranqueado | Pontos por vitória vs. oponente ranqueado | Pontos por vitória vs. oponente ranqueado |
| Modalidade | Jogador ranqueado | Fase             | No. 1–10                                  | No. 11–20                                 | No. 21–30                                 | No. 31–50                                 | No. 51–100                                | No. 101+                                  |
| ---------- | ----------------- | ---------------- | ----------------------------------------- | ----------------------------------------- | ----------------------------------------- | ----------------------------------------- | ----------------------------------------- | ----------------------------------------- |
| Simples    | No. 1–300         | Final            | 250                                       | 200                                       | 150                                       | 105                                       | 75                                        | 50                                        |
| Simples    | No. 1–300         | Semifinal        | 180                                       | 140                                       | 105                                       | 75                                        | 50                                        | 35                                        |
| Simples    | No. 1–300         | Quartas de final | 120                                       | 100                                       | 75                                        | 50                                        | 35                                        | 25                                        |
| Simples    | No. 1–300         | Fase de grupos   | 75                                        | 65                                        | 50                                        | 35                                        | 25                                        | 20                                        |
| Simples    | No. 301+          | Final            | 85                                        | 85                                        | 85                                        | 85                                        | 85                                        | 55                                        |
| Simples    | No. 301+          | Semifinal        | 55                                        | 55                                        | 55                                        | 55                                        | 55                                        | 35                                        |
| Simples    | No. 301+          | Quartas de final | 35                                        | 35                                        | 35                                        | 35                                        | 35                                        | 25                                        |
| Simples    | No. 301+          | Fase de grupos   | 25                                        | 25                                        | 25                                        | 25                                        | 25                                        | 15                                        |
| Duplas     | Qualquer ranking  | Final            | 80                                        | 80                                        | 80                                        | 80                                        | 80                                        | 80                                        |
| Duplas     | Qualquer ranking  | Semifinal        | 75                                        | 75                                        | 75                                        | 75                                        | 75                                        | 75                                        |
| Duplas     | Qualquer ranking  | Quartas de final | 55                                        | 55                                        | 55                                        | 55                                        | 55                                        | 55                                        |
| Duplas     | Qualquer ranking  | Fase de grupos   | 40                                        | 40                                        | 40                                        | 40                                        | 40                                        | 40                                        |

- Máximo de 750 pontos por invencibilidade de jogador de simples e 250 para duplista.

### Premiação

#### Individual
| Vitória em       | 1ª vitória em simples | 2ª vitória em simples | Vitória em duplas (por jogador) |
| ---------------- | --------------------- | --------------------- | ------------------------------- |
| Final            | US$ 290.400           | US$ 204.000           | US$ 61.800                      |
| Semifinal        | US$ 151.000           | US$ 106.000           | US$ 32.150                      |
| Quartas de final | US$ 78.350            | US$ 55.100            | US$ 16.700                      |
| Fase de grupos   | US$ 39.400            | US$ 27.600            | US$ 8.375                       |

- Se o confronto for decidido na segunda partida de simples, o duelo de duplas não será disputado e o dinheiro será dividido igualmente entre os membros das duas equipes.

#### Equipe
| Vitória em       | Por jogador |
| ---------------- | ----------- |
| Final            | US$ 48.760  |
| Semifinal        | US$ 29.280  |
| Quartas de final | US$ 17.620  |
| Fase de grupos   | US$ 9.850   |

- Todos os jogadores (3 a 5) - independentemente de jogarem ou não - recebem a mesma quantia por vitória de sua equipe.

## Entradas
Em setembro de 2019, as primeiras 18 equipes se classificaram para a ATP Cup, baseadas nos rannkings dos jogadores número 1 de cada nação em 9 de setembro e o comprometimento destes em disputar o evento. A Austrália, país-sede, entrou por convite. A Suíça se retirou da chance de qualificação depois que Roger Federer confirmou a não participação, por motivos pessoais. As seis equipes restantes (Bulgária, Chile, Polônia, Uruguai, Modáva e Noruega) se classificaram em novembro, baseadas nos rankings de 11 de novembro.
A ordem dos jogadores nas colunas se dá por rankings.
| País           | Jogador 1            | Jogador 2             | Jogador 3               | Jogador 4               | Jogador 5                  | Capitão             | ref.   |
| -------------- | -------------------- | --------------------- | ----------------------- | ----------------------- | -------------------------- | ------------------- | ------ |
| África do Sul  | Kevin Anderson       | Lloyd Harris          | Ruan Roelofse           | Raven Klaasen           | Khololwam Montsi           | Jeff Coetzee        | [ 11 ] |
| Alemanha       | Alexander Zverev     | Jan-Lennard Struff    | Mats Moraing            | Kevin Krawietz          | Andreas Mies               | Boris Becker        | [ 12 ] |
| Argentina      | Diego Schwartzman    | Guido Pella           | Juan Ignacio Londero    | Máximo González         | Andrés Molteni             | Gastón Gaudio       | [ 13 ] |
| Austrália      | Alex de Minaur       | Nick Kyrgios          | John Millman            | John Peers              | Chris Guccione             | Lleyton Hewitt      | [ 14 ] |
| Áustria        | Dominic Thiem        | Dennis Novak          | Sebastian Ofner         | Oliver Marach           | Jürgen Melzer              | Thomas Muster       | [ 15 ] |
| Bélgica        | David Goffin         | Steve Darcis          | Kimmer Coppejans        | Joran Vliegen           | Sander Gillé               | Steve Darcis        | [ 16 ] |
| Bulgária       | Grigor Dimitrov      | Dimitar Kuzmanov      | Alexendar Lazarov       | Alexander Donski        | Adrian Andreev             | Grigor Dimitrov     | [ 17 ] |
| Canadá         | Denis Shapovalov     | Félix Auger-Aliassime | Steven Diez             | Adil Shamasdin          | Peter Polansky             | Adriano Fuorivia    | [ 18 ] |
| Chile          | Cristian Garín       | Nicolás Jarry         | Alejandro Tabilo        | Hans Podlipnik-Castillo | Marcelo Tomás Barrios Vera | Paul Capdeville     | [ 19 ] |
| Croácia        | Borna Ćorić          | Marin Čilić           | Viktor Galović          | Ivan Dodig              | Nikola Mektić              | Luka Kutanjac       | [ 20 ] |
| Espanha        | Rafael Nadal         | Roberto Bautista Agut | Pablo Carreño Busta     | Albert Ramos Viñolas    | Feliciano López            | Francisco Roig      | [ 21 ] |
| Estados Unidos | John Isner           | Taylor Fritz          | Tommy Paul              | Rajeev Ram              | Austin Krajicek            | David Macpherson    | [ 22 ] |
| França         | Gaël Monfils         | Benoît Paire          | Gilles Simon            | Nicolas Mahut           | Édouard Roger-Vasselin     | Gilles Simon        | [ 23 ] |
| Geórgia        | Nikoloz Basilashvili | Aleksandre Metreveli  | George Tsivadze         | Aleksandre Bakshi       | Zura Tkemaladze            | David Kvernadze     | [ 24 ] |
| Grã-Bretanha   | Daniel Evans         | Cameron Norrie        | James Ward              | Joe Salisbury           | Jamie Murray               | Tim Henman          | [ 25 ] |
| Grécia         | Stefanos Tsitsipas   | Michail Pervolarakis  | Markos Kalovelonis      | Petros Tsitsipas        | Alexandros Skorilas        | Apostolos Tsitsipas | [ 26 ] |
| Itália         | Fabio Fognini        | Stefano Travaglia     | Simone Bolelli          | Paolo Lorenzi           | Alessandro Giannessi       | Albert Giraudo      | [ 27 ] |
| Japão          | Yoshihito Nishioka   | Go Soeda              | Ben McLachlan           | Toshihide Matsui        | –                          | Satoshi Iwabuchi    | [ 28 ] |
| Moldávia       | Radu Albot           | Alexander Cozbinov    | Egor Matvievici         | Dmitrii Baskov          | –                          | Vladimir Albot      | [ 29 ] |
| Noruega        | Casper Ruud          | Viktor Durasovic      | Lukas Hellum Lilleengen | Herman Hoeyeraal        | Leyton Rivera              | Christian Ruud      | [ 30 ] |
| Polónia        | Hubert Hurkacz       | Kamil Majchrzak       | Kacper Żuk              | Łukasz Kubot            | Wojciech Marek             | Marcin Matkowski    | [ 31 ] |
| Rússia         | Daniil Medvedev      | Karen Khachanov       | Teymuraz Gabashvili     | Ivan Nedelko            | Konstantin Kravchuk        | Marat Safin         | [ 32 ] |
| Sérvia         | Novak Djokovic       | Dušan Lajović         | Nikola Milojević        | Nikola Čačić            | Viktor Troicki             | Nenad Zimonjić      | [ 33 ] |
| Uruguai        | Pablo Cuevas         | Martín Cuevas         | Ariel Behar             | Juan Martín Fumeaux     | Franco Roncadelli          | Felipe Maccio       | [ 34 ] |

### Substituições
| País         | Substituição         | Jogador original  | Motivo                    |
| ------------ | -------------------- | ----------------- | ------------------------- |
| Itália       | Alessandro Giannessi | Matteo Berrettini | lesão abdominal           |
| França       | Gilles Simon         | Lucas Pouille     | lesão no cotovelo direito |
| Grã-Bretanha | James Ward           | Andy Murray       | pubalgia                  |
| Japão        | Toshihide Matsui     | Yasutaka Uchiyama | lesão não informada       |
| Japão        | Go Soeda             | Kei Nishikori     | lesão no cotovelo direito |

## Fase final
A fase eliminatória é realizada unicamente em Sydney, na Ken Rosewall Arena.
|  | Quartas-de-final | Quartas-de-final |               |   | Semifinal | Semifinal |  |  | Final | Final |
|  |                  |                  |               |   |           |           |  |  |       |       |
|  | 10 de janeiro    |                  |               |   |           |           |  |  |       |       |
|  |                  |                  |               |   |           |           |  |  |       |       |
|  | Sérvia           | 3                |               |   |           |           |  |  |       |       |
|  | Sérvia           | 3                | 11 de janeiro |   |           |           |  |  |       |       |
|  | Canadá           | 0                |               |   |           |           |  |  |       |       |
|  | Canadá           | 0                | Sérvia        | 3 |           |           |  |  |       |       |
|  | 9 de janeiro     |                  | Sérvia        | 3 |           |           |  |  |       |       |
|  |                  | Rússia           | 0             |   |           |           |  |  |       |       |
|  | Argentina        | Rússia           | 0             | 0 |           |           |  |  |       |       |
|  | Argentina        |                  | 12 de janeiro | 0 |           |           |  |  |       |       |
|  | Rússia           | 3                |               |   |           |           |  |  |       |       |
|  | Rússia           | 3                | Sérvia        | 2 |           |           |  |  |       |       |
|  | 9 de janeiro     |                  | Sérvia        | 2 |           |           |  |  |       |       |
|  |                  | Espanha          | 1             |   |           |           |  |  |       |       |
|  | Grã-Bretanha     | Espanha          | 1             | 1 |           |           |  |  |       |       |
|  | Grã-Bretanha     | 11 de janeiro    |               | 1 |           |           |  |  |       |       |
|  | Austrália        | 2                |               |   |           |           |  |  |       |       |
|  | Austrália        | 2                | Austrália     | 0 |           |           |  |  |       |       |
|  | 10 de janeiro    |                  | Austrália     | 0 |           |           |  |  |       |       |
|  |                  | Espanha          | 3             |   |           |           |  |  |       |       |
|  | Bélgica          | Espanha          | 3             | 1 |           |           |  |  |       |       |
|  | Bélgica          |                  |               | 1 |           |           |  |  |       |       |
|  | Espanha          | 2                |               |   |           |           |  |  |       |       |
|  | Espanha          | 2                |               |   |           |           |  |  |       |       |

## Final

#### Sérvia vs. Espanha
| Sérvia 2 | Sydney, Austrália 12 de janeiro de 2020 Ken Rosewall Arena | Sydney, Austrália 12 de janeiro de 2020 Ken Rosewall Arena            | Espanha 1 |      |   |   |   |  |
| \| 1 \| \| Dušan Lajović Roberto Bautista Agut \| 5 7 \| 1 6 \| \| \| \| 2 \| \| Novak Djokovic Rafael Nadal \| 6 2 \| 7 64 \| \| \| \| 3 \| \| Novak Djokovic / Viktor Troicki Pablo Carreño Busta / Feliciano López \| 6 3 \| 6 4 \| \| \| \| 4 \| \| \| \| \| \| \| \| 5 \| \| \| \| \| \| \| |                                                            |                                                                       |           |      |   |   |   |  |
| |                                                            |                                                                       | 1         | 2    | 3 | 4 | 5 |  |
| 1 | Sérvia · Espanha                                           | Dušan Lajović Roberto Bautista Agut                                   | 5 7       | 1 6  |   |   |   |  |
| 2 | Sérvia · Espanha                                           | Novak Djokovic Rafael Nadal                                           | 6 2       | 7 64 |   |   |   |  |
| 3 | Sérvia · Espanha                                           | Novak Djokovic / Viktor Troicki Pablo Carreño Busta / Feliciano López | 6 3       | 6 4  |   |   |   |  |
| 4 | Sérvia · Espanha                                           |                                                                       |           |      |   |   |   |  |
| 5 | Sérvia · Espanha                                           |                                                                       |           |      |   |   |   |  |